# Ian Keatley
Ian James Keatley (Dublín, 1 de abril de 1987) es un jugador irlandés de rugby que se desempeña como apertura.

## Carrera
Un jugador de la reserva del Leinster Rugby, fue contratado por Connacht Rugby en 2008. Debutó en la primera ese año y jugó con ellos hasta 2011. Keatley es el máximo anotador del equipo con 688 puntos.

### Munster Rugby
En 2011 fue fichado por el gigante Munster Rugby, con un contrato de dos años. Llegó como reemplazo de Paul Warwick y debutó en septiembre frente a Newport Dragons. Fue renovado por dos años más en enero de 2013 y al cumplirse el contrato, Keatley se había convertido en la mayor figura del equipo por lo que fue renovado nuevamente por dos temporadas más.
Renovó por dos años más en enero de 2017. En los cuartos de final de la actual Copa de Campeones, en el partido contra Stade Toulousain el 31 de marzo de 2017, Keatley convirtió el intento de Andrew Conway en el minuto 74 para darle a Munster una victoria por 20-19.

## Selección nacional
Fue convocado al XV del Trébol por primera vez en mayo de 2009 para enfrentar a los Canucks. Hasta el momento lleva siete partidos disputados y 37 puntos marcados.

## Palmarés
- Campeón del Torneo de las Seis Naciones 2015.